# 越王勾践剑
越王勾践剑是春秋时代末年的锡青铜劍，为越王勾践所使用。於1965年12月在湖北省江陵县望山1號楚墓出土，1999年中华人民共和国国庆日後藏于湖北省博物馆。位列2013年颁布的第三批禁止出境展览文物目录。

## 形制
剑长55.7厘米；劍宽4.6厘米；劍柄長8.4厘米；質量875公克。劍身兩面有深色菱形暗纹，護手正面镶蓝色琉璃，背面镶绿松石花纹。剑首为圆箍形，内有11道同心圆圈。剑身整体经过硫化处理，耐腐蚀性和强韧程度得到极大地提高，说明中国古人在金属的冶炼和表面處理方面的技术达到了极高的水準。该剑出土时仍寒光四射，锋利无比，反映了中国古代高超的製剑技术，为古代兵器中的奇宝。
关于越王之剑为什么出现在湖北境内，有多种解释。有些历史学家推测是楚国灭越国之后，此剑作为战利品被楚国收藏；但有歷史學家研究發現出土此劍之墓在楚昭王或楚懷王時已存在，所以也有一种更为世人接受的说法，认为越国曾经和楚国联姻，此剑为越国公主陪嫁，来到楚国，后世楚王将此剑赐予大臣，后来被人所发现。

## 铭文

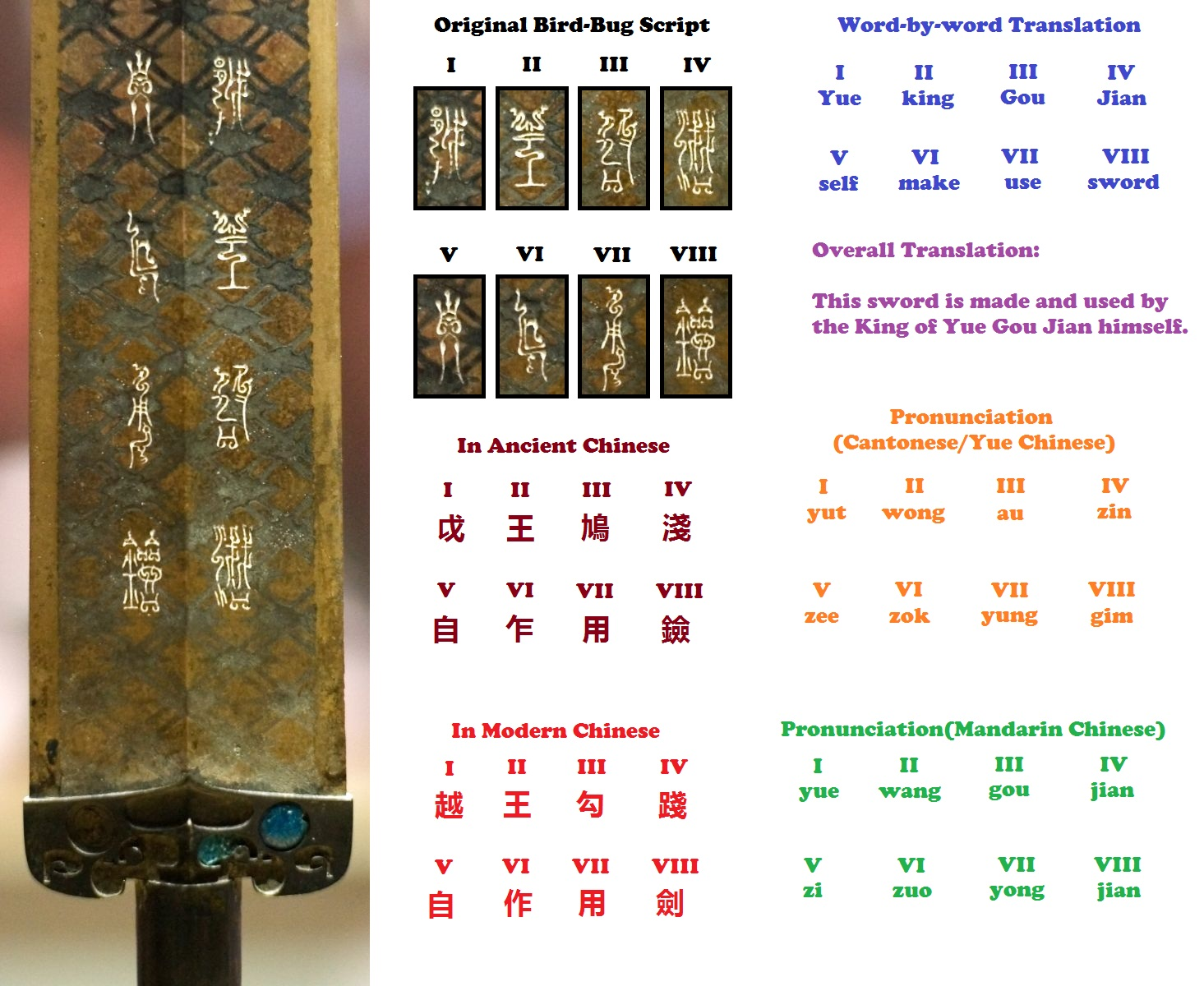
刻字解析

其剑身刻有鳥蟲書铭文“越王鳩淺”和“自乍用鐱”，经学者唐兰考证意即“越王勾踐，自作用劍”。

## 其他
另外，同墓亦曾出土與越王勾踐劍極為相似的一把銅劍，長60.6厘米，只是沒有銘文，現該劍藏中国国家博物馆。
越王剑实际上有很多，当时春秋晚期，吴越交战，越王曾寻製剑大师欧冶子到越地製剑。现在出土的其他越王剑有越王不寿剑、越王州句复合剑、和多把越王者旨於睗剑。四代越王剑曾经多次在國内不同博物馆一起展出，不过从文物价值来看，越王勾践剑更为知名，称其为“天下第一剑”主要是因为这是勾践的“自用”剑。在剑身上有八个美丽的篆文，而且这种篆文是经过特别美化的，称为“鸟篆”。篆文当时能够明确认出来的只有六个字“越王**自作用剑”，只能说明为越王用剑，越国有十个越王，無法確認確切主人為何者。考古现场专家方壮猷认为这两个字是“邵滑”，是楚国派到越国的“越奸”，最后被封为越王。不过，古文字专家唐兰却认为，这两个字是“鳩淺”，是“勾踐”的通假字。这个观点最后也得到了其他专家的认同。:第五章

## 外展及損壞
1993年，越王勾践剑出展於新加坡皇后坊博物館举办的“战国楚文物展”。但在1994年8月24日撤展时，由于館方工作人员操作不慎，使一块有机玻璃卡在了勾践剑的剑刃上。剑拆下后，中方发现剑刃部有一道长0.7厘米、宽0.1厘米的新伤痕。事件在国内激起强烈反响，国家文物局的专家最終結論為“轻微损伤”。

## 图集

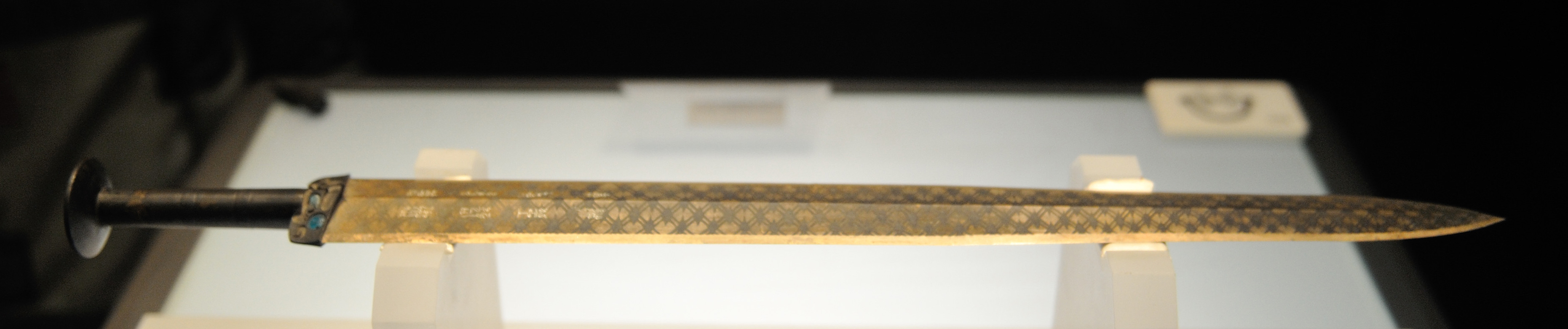
剑身侧观

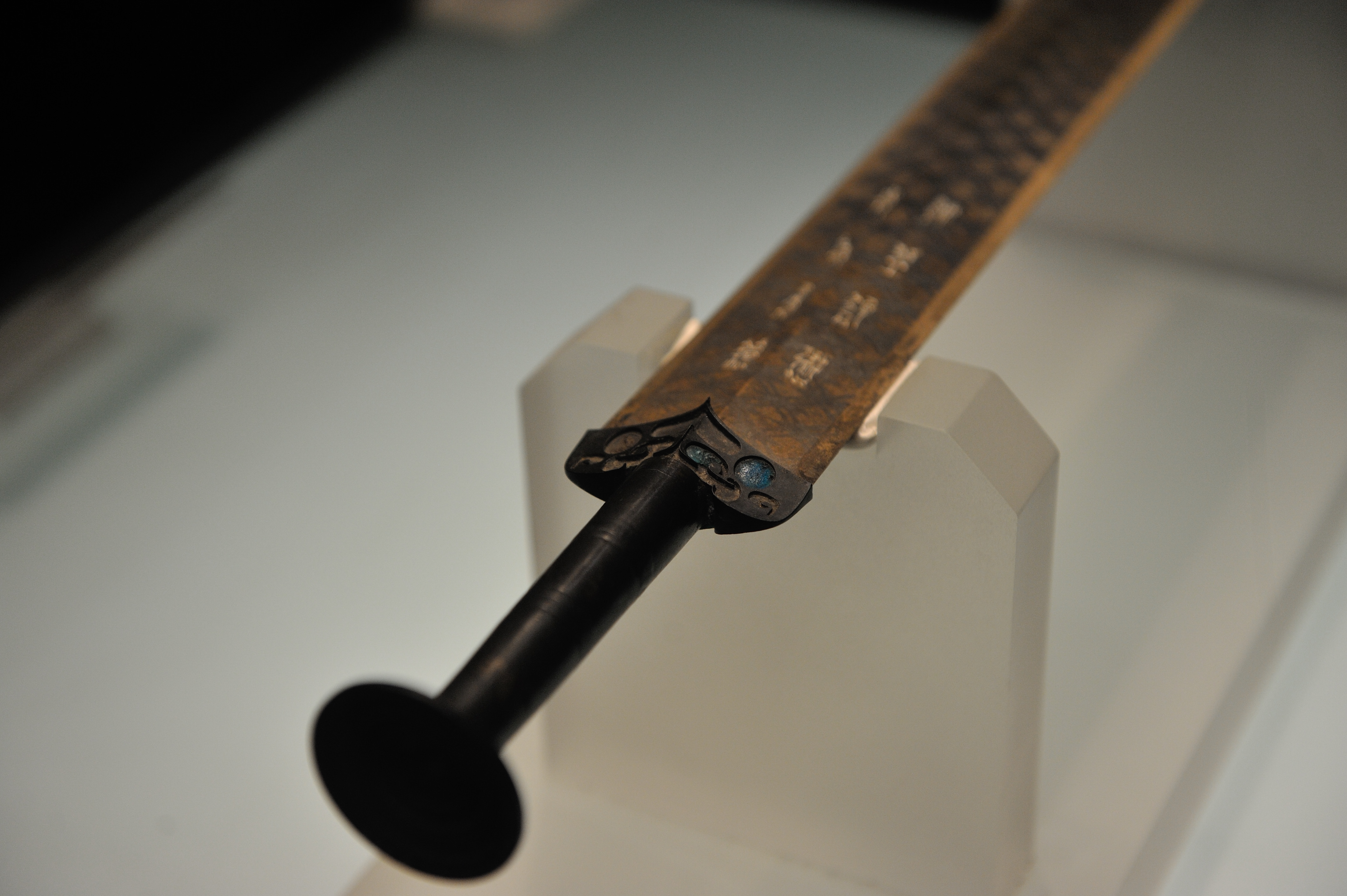
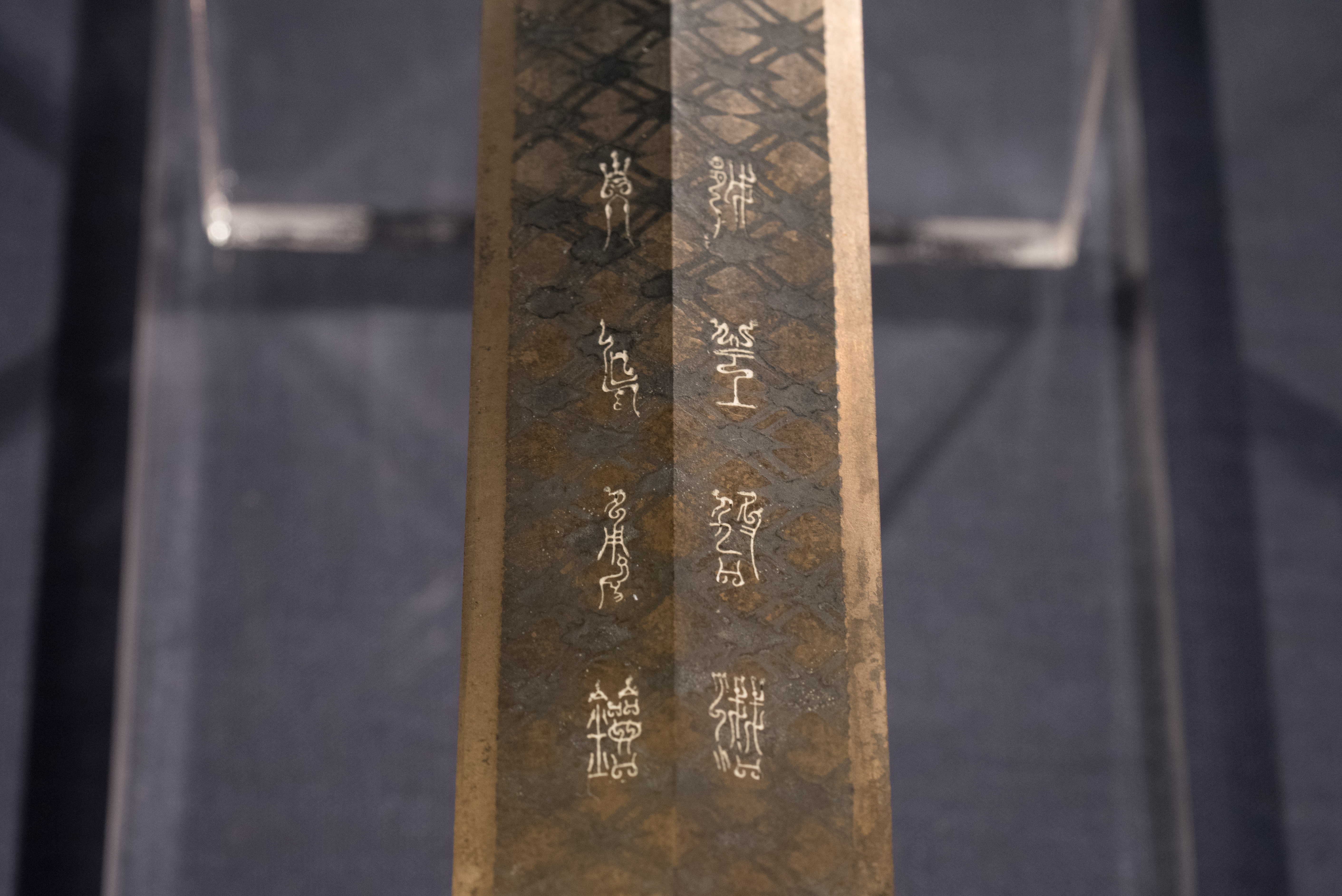
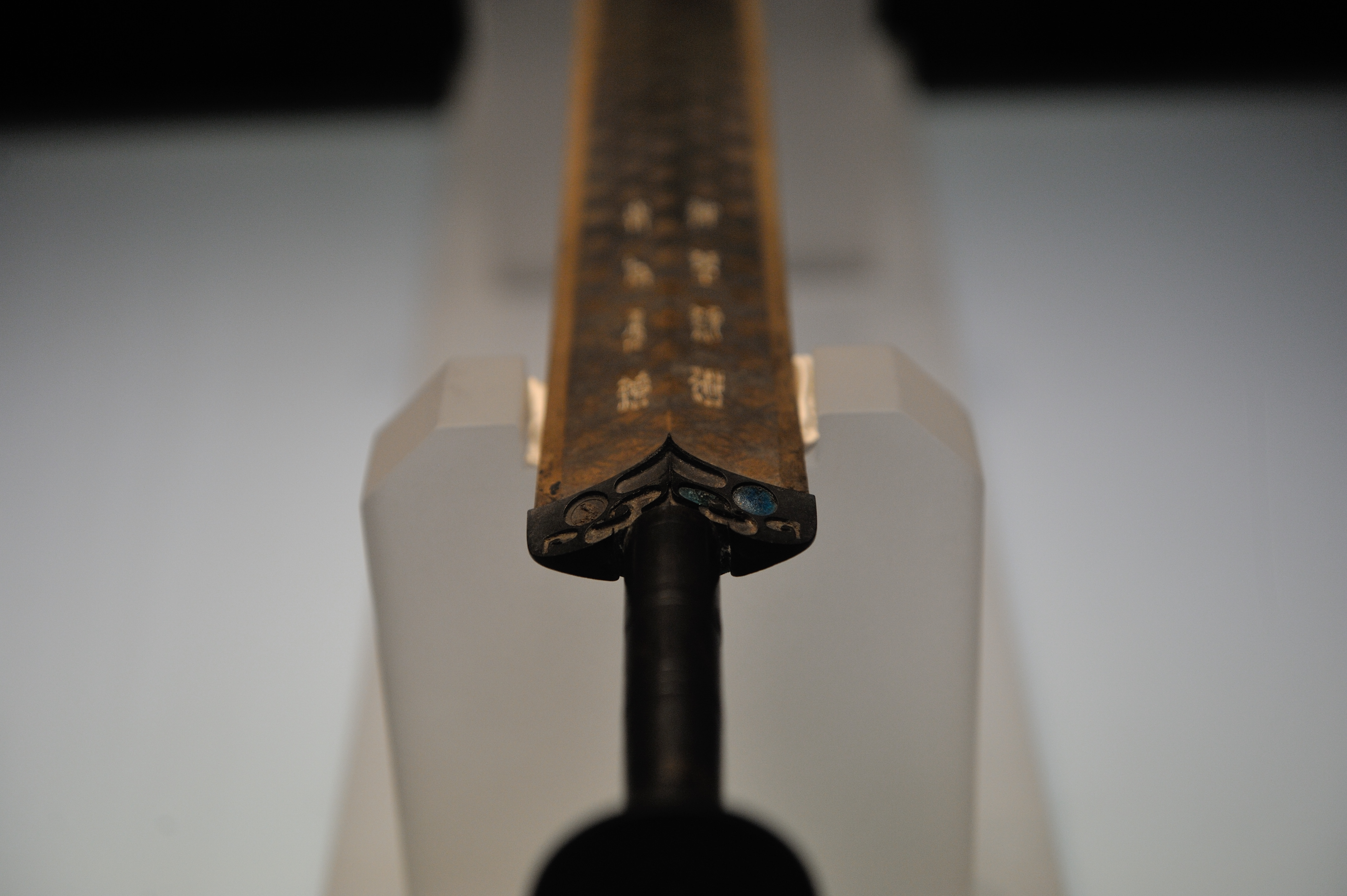

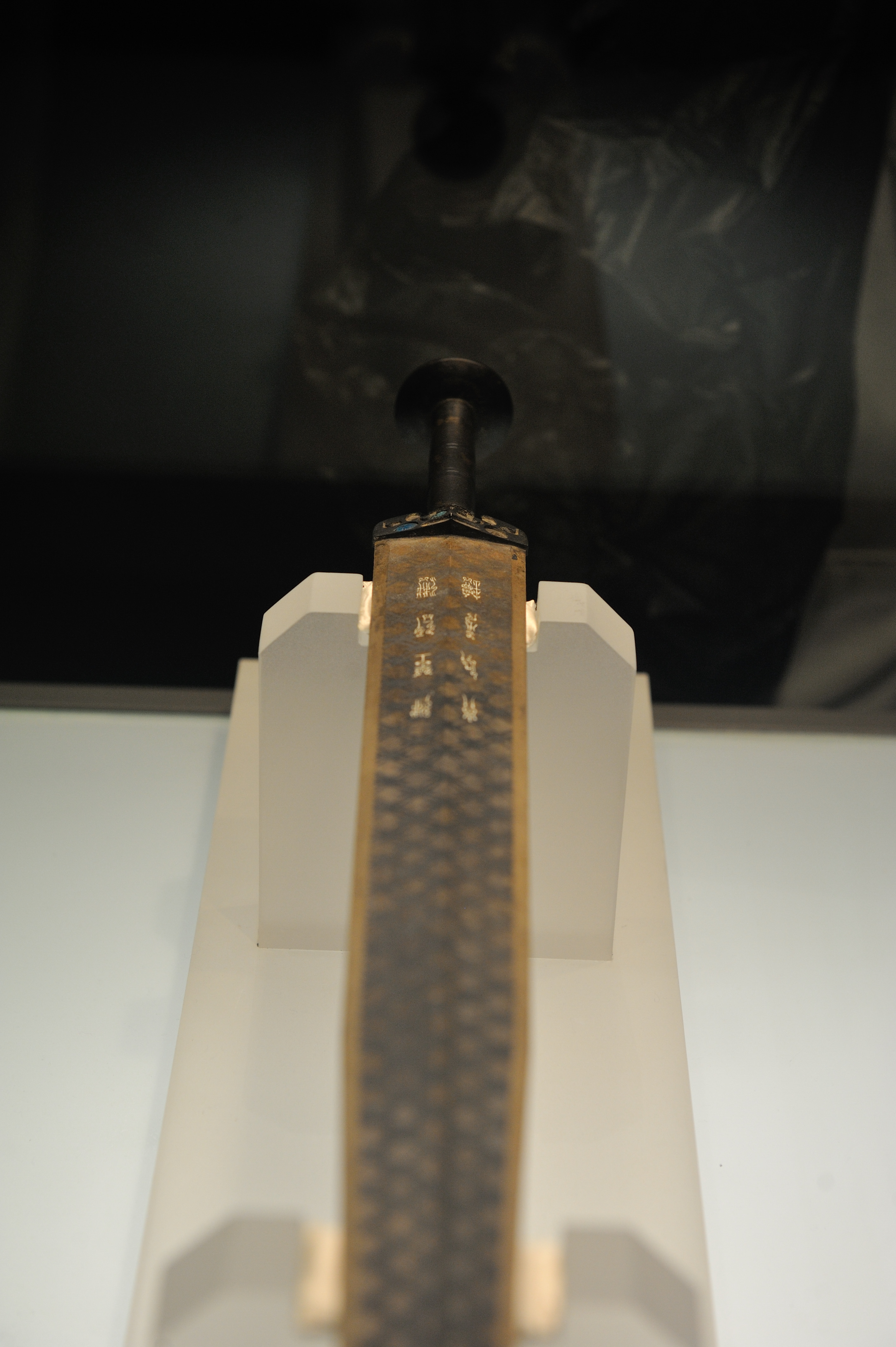
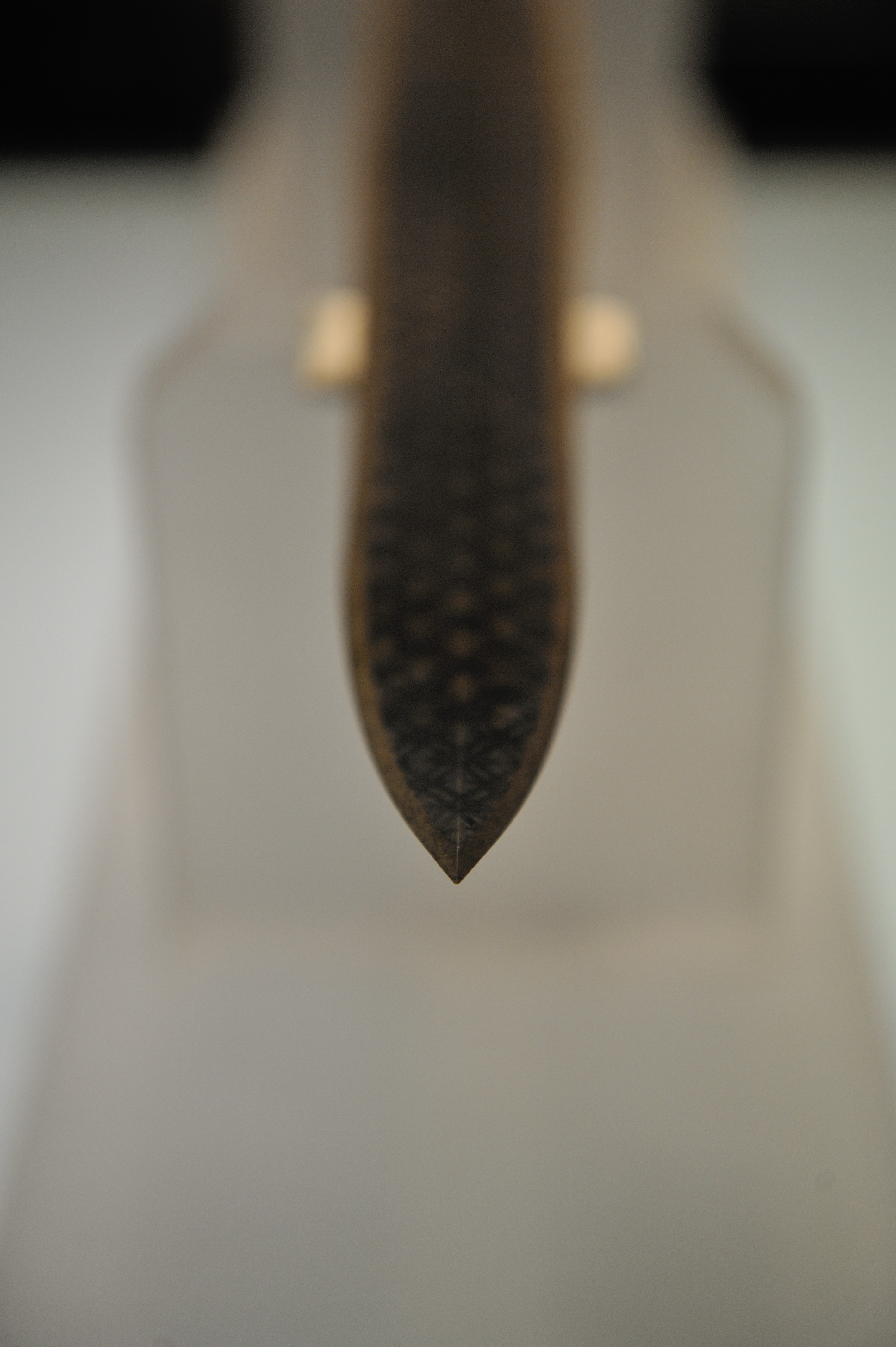
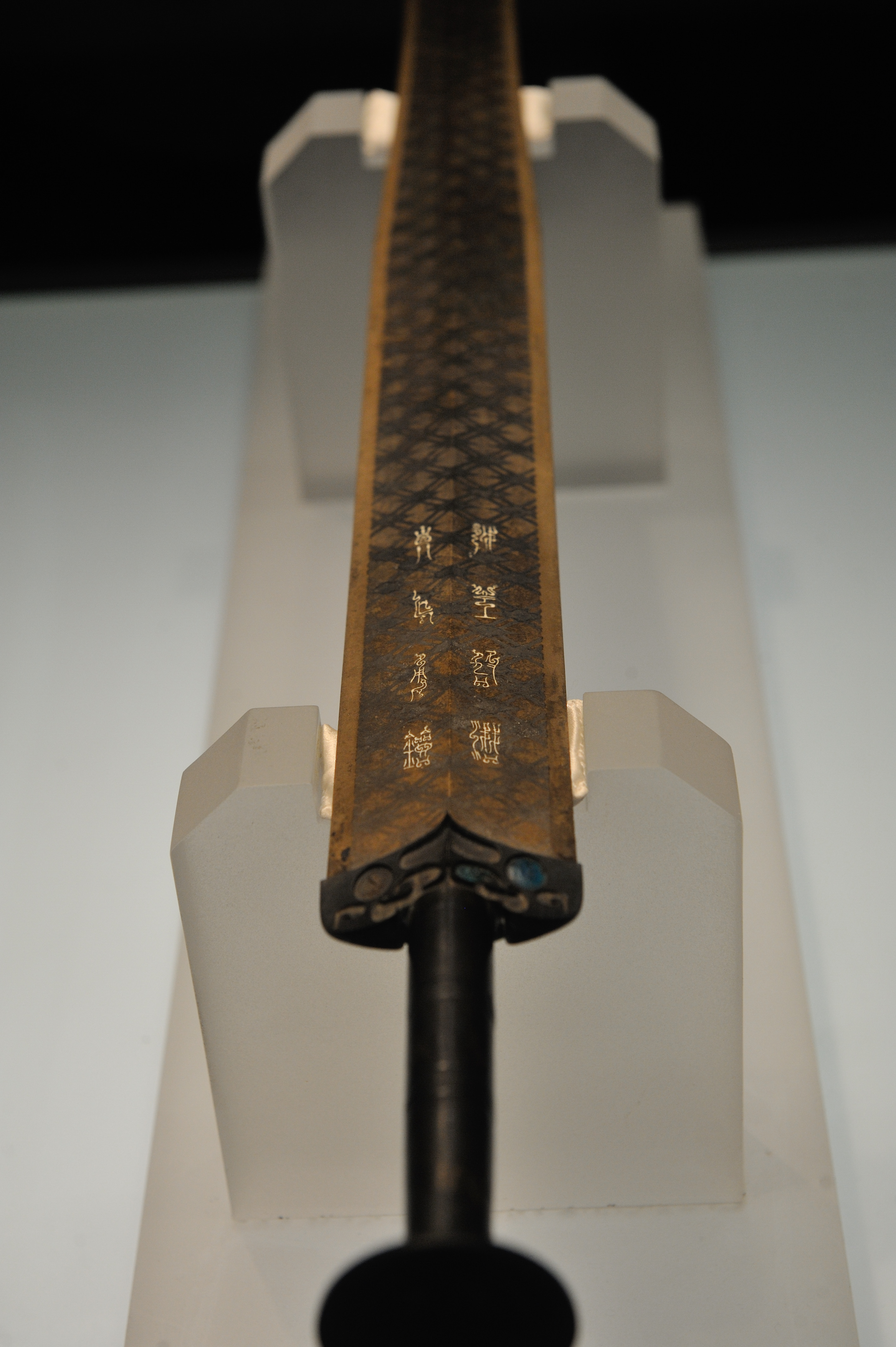

## 外部連結
- 新浪网越王勾践剑之迷专题 （页面存档备份，存于）